# Acmopolynema pacificum
Acmopolynema pacificum är en stekelart som beskrevs av Vladimir V. Berezovskiy och Triapitsyn 2001. Acmopolynema pacificum ingår i släktet Acmopolynema och familjen dvärgsteklar. Inga underarter finns listade i Catalogue of Life.